# Unicodeblock Pau Cin Hau
Der Unicodeblock Pau Cin Hau (U+11AC0 bis U+11AFF) enthält die Zeichen einer Schrift, welche Teil einer von Pau Cin Hau gegründeten Religion ist.

## Liste
Alle Zeichen haben die allgemeine Kategorie "Anderer Buchstabe" und die bidirektionale Klasse "links nach rechts".
| Unicodenummer   | Zeichen (400 %) | Offizielle Bezeichnung                  | Beschreibung                                             |
| --------------- | --------------- | --------------------------------------- | -------------------------------------------------------- |
| U+11AC0 (72384) | 𑫀               | PAU CIN HAU LETTER PA                   | Pau-Cin-Hau-Buchstabe Pa                                 |
| U+11AC1 (72385) | 𑫁               | PAU CIN HAU LETTER KA                   | Pau-Cin-Hau-Buchstabe Ka                                 |
| U+11AC2 (72386) | 𑫂               | PAU CIN HAU LETTER LA                   | Pau-Cin-Hau-Buchstabe La                                 |
| U+11AC3 (72387) | 𑫃               | PAU CIN HAU LETTER MA                   | Pau-Cin-Hau-Buchstabe Ma                                 |
| U+11AC4 (72388) | 𑫄               | PAU CIN HAU LETTER DA                   | Pau-Cin-Hau-Buchstabe Da                                 |
| U+11AC5 (72389) | 𑫅               | PAU CIN HAU LETTER ZA                   | Pau-Cin-Hau-Buchstabe Za                                 |
| U+11AC6 (72390) | 𑫆               | PAU CIN HAU LETTER VA                   | Pau-Cin-Hau-Buchstabe Va                                 |
| U+11AC7 (72391) | 𑫇               | PAU CIN HAU LETTER NGA                  | Pau-Cin-Hau-Buchstabe Nga                                |
| U+11AC8 (72392) | 𑫈               | PAU CIN HAU LETTER HA                   | Pau-Cin-Hau-Buchstabe Ha                                 |
| U+11AC9 (72393) | 𑫉               | PAU CIN HAU LETTER GA                   | Pau-Cin-Hau-Buchstabe Ga                                 |
| U+11ACA (72394) | 𑫊               | PAU CIN HAU LETTER KHA                  | Pau-Cin-Hau-Buchstabe Kha                                |
| U+11ACB (72395) | 𑫋               | PAU CIN HAU LETTER SA                   | Pau-Cin-Hau-Buchstabe Sa                                 |
| U+11ACC (72396) | 𑫌               | PAU CIN HAU LETTER BA                   | Pau-Cin-Hau-Buchstabe Ba                                 |
| U+11ACD (72397) | 𑫍               | PAU CIN HAU LETTER CA                   | Pau-Cin-Hau-Buchstabe Ca                                 |
| U+11ACE (72398) | 𑫎               | PAU CIN HAU LETTER TA                   | Pau-Cin-Hau-Buchstabe Ta                                 |
| U+11ACF (72399) | 𑫏               | PAU CIN HAU LETTER THA                  | Pau-Cin-Hau-Buchstabe Tha                                |
| U+11AD0 (72400) | 𑫐               | PAU CIN HAU LETTER NA                   | Pau-Cin-Hau-Buchstabe Na                                 |
| U+11AD1 (72401) | 𑫑               | PAU CIN HAU LETTER PHA                  | Pau-Cin-Hau-Buchstabe Pha                                |
| U+11AD2 (72402) | 𑫒               | PAU CIN HAU LETTER RA                   | Pau-Cin-Hau-Buchstabe Ra                                 |
| U+11AD3 (72403) | 𑫓               | PAU CIN HAU LETTER FA                   | Pau-Cin-Hau-Buchstabe Fa                                 |
| U+11AD4 (72404) | 𑫔               | PAU CIN HAU LETTER CHA                  | Pau-Cin-Hau-Buchstabe Cha                                |
| U+11AD5 (72405) | 𑫕               | PAU CIN HAU LETTER A                    | Pau-Cin-Hau-Buchstabe A                                  |
| U+11AD6 (72406) | 𑫖               | PAU CIN HAU LETTER E                    | Pau-Cin-Hau-Buchstabe E                                  |
| U+11AD7 (72407) | 𑫗               | PAU CIN HAU LETTER I                    | Pau-Cin-Hau-Buchstabe I                                  |
| U+11AD8 (72408) | 𑫘               | PAU CIN HAU LETTER O                    | Pau-Cin-Hau-Buchstabe O                                  |
| U+11AD9 (72409) | 𑫙               | PAU CIN HAU LETTER U                    | Pau-Cin-Hau-Buchstabe U                                  |
| U+11ADA (72410) | 𑫚               | PAU CIN HAU LETTER UA                   | Pau-Cin-Hau-Buchstabe Ua                                 |
| U+11ADB (72411) | 𑫛               | PAU CIN HAU LETTER IA                   | Pau-Cin-Hau-Buchstabe Ia                                 |
| U+11ADC (72412) | 𑫜               | PAU CIN HAU LETTER FINAL P              | Pau-Cin-Hau-Buchstabe Schluss-P                          |
| U+11ADD (72413) | 𑫝               | PAU CIN HAU LETTER FINAL K              | Pau-Cin-Hau-Buchstabe Schluss-K                          |
| U+11ADE (72414) | 𑫞               | PAU CIN HAU LETTER FINAL T              | Pau-Cin-Hau-Buchstabe Schluss-T                          |
| U+11ADF (72415) | 𑫟               | PAU CIN HAU LETTER FINAL M              | Pau-Cin-Hau-Buchstabe Schluss-M                          |
| U+11AE0 (72416) | 𑫠               | PAU CIN HAU LETTER FINAL N              | Pau-Cin-Hau-Buchstabe Schluss-N                          |
| U+11AE1 (72417) | 𑫡               | PAU CIN HAU LETTER FINAL L              | Pau-Cin-Hau-Buchstabe Schluss-L                          |
| U+11AE2 (72418) | 𑫢               | PAU CIN HAU LETTER FINAL W              | Pau-Cin-Hau-Buchstabe Schluss-W                          |
| U+11AE3 (72419) | 𑫣               | PAU CIN HAU LETTER FINAL NG             | Pau-Cin-Hau-Buchstabe Schluss-Ng                         |
| U+11AE4 (72420) | 𑫤               | PAU CIN HAU LETTER FINAL Y              | Pau-Cin-Hau-Buchstabe Schluss-Y                          |
| U+11AE5 (72421) | 𑫥               | PAU CIN HAU RISING TONE LONG            | Pau-Cin-Hau-Tonzeichen "lang ansteigend"                 |
| U+11AE6 (72422) | 𑫦               | PAU CIN HAU RISING TONE                 | Pau-Cin-Hau-Tonzeichen "ansteigend"                      |
| U+11AE7 (72423) | 𑫧               | PAU CIN HAU SANDHI GLOTTAL STOP         | Pau-Cin-Hau-Tonsandhi Glottisschlag                      |
| U+11AE8 (72424) | 𑫨               | PAU CIN HAU RISING TONE LONG FINAL      | Pau-Cin-Hau-Tonzeichen "abschließend lang ansteigend"    |
| U+11AE9 (72425) | 𑫩               | PAU CIN HAU RISING TONE FINAL           | Pau-Cin-Hau-Tonzeichen "abschließend ansteigend"         |
| U+11AEA (72426) | 𑫪               | PAU CIN HAU SANDHI GLOTTAL STOP FINAL   | Pau-Cin-Hau-Tonsandhi abschließender Glottisschlag       |
| U+11AEB (72427) | 𑫫               | PAU CIN HAU SANDHI TONE LONG            | Pau-Cin-Hau-Tonsandhi lang                               |
| U+11AEC (72428) | 𑫬               | PAU CIN HAU SANDHI TONE                 | Pau-Cin-Hau-Tonsandhi                                    |
| U+11AED (72429) | 𑫭               | PAU CIN HAU SANDHI TONE LONG FINAL      | Pau-Cin-Hau-Tonsandhi abschließend lang                  |
| U+11AEE (72430) | 𑫮               | PAU CIN HAU SANDHI TONE FINAL           | Pau-Cin-Hau-Tonsandhi abschließend                       |
| U+11AEF (72431) | 𑫯               | PAU CIN HAU MID-LEVEL TONE              | Pau-Cin-Hau-Tonzeichen "Mittelton"                       |
| U+11AF0 (72432) | 𑫰               | PAU CIN HAU GLOTTAL STOP VARIANT        | Pau-Cin-Hau-Glottisschlag Variante                       |
| U+11AF1 (72433) | 𑫱               | PAU CIN HAU MID-LEVEL TONE LONG FINAL   | Pau-Cin-Hau-Tonzeichen "abschließender langer Mittelton" |
| U+11AF2 (72434) | 𑫲               | PAU CIN HAU MID-LEVEL TONE FINAL        | Pau-Cin-Hau-Tonzeichen "abschließender Mittelton"        |
| U+11AF3 (72435) | 𑫳               | PAU CIN HAU LOW-FALLING TONE LONG       | Pau-Cin-Hau-Tonzeichen "lang abfallend"                  |
| U+11AF4 (72436) | 𑫴               | PAU CIN HAU LOW-FALLING TONE            | Pau-Cin-Hau-Tonzeichen "abfallend"                       |
| U+11AF5 (72437) | 𑫵               | PAU CIN HAU GLOTTAL STOP                | Pau-Cin-Hau-Glottisschlag                                |
| U+11AF6 (72438) | 𑫶               | PAU CIN HAU LOW-FALLING TONE LONG FINAL | Pau-Cin-Hau-Tonzeichen "abschließend lang abfallend"     |
| U+11AF7 (72439) | 𑫷               | PAU CIN HAU LOW-FALLING TONE FINAL      | Pau-Cin-Hau-Tonzeichen "abschließend abfallend"          |
| U+11AF8 (72440) | 𑫸               | PAU CIN HAU GLOTTAL STOP FINAL          | abschließender Glottisschlag                             |